# Jiří Probošt
Jiří Probošt (24. dubna 1880 Vídeň – 29. prosince 1953 Rudolfov) byl jihočeský malíř a grafik, specializovaný zejména na krajinomalbu.

## Život

### Dětství a mládí
Jiří Probošt se narodil 24. dubna 1880 ve Vídni na adrese Rennweg č. 2. Jeho otec (1838–1881) byl správcem schwarzenberského majetku v Třeboni. Matka Jiřího Probošta se za svobodna jmenovala Čápová a pocházela z Horních Beřkovic v Polabí. Měl sestry Marii (zemřela v mládí, v roce 1899) a Ludmilu. Rodina žila po smrti otce v Českých Budějovicích ve Střelnické ulici č. 21. Po studiích na české reálce v Českých Budějovicích (1892–1900) pracoval Jiří Probošt jako berní úředník v Třeboni a v Lišově.

### Kariéra a občanská činnost
Brzy započatá celoživotní kariéra berního úředníka vyústila v době po 1. světové válce ve funkci přednosty berního úřadu v Třeboni. V roce 1918 byl pověřen úřadem starosty města jako předseda správní komise v Rudolfově u Českých Budějovic. Funkci vykonával do prvních svobodných voleb v roce 1919. Penzionován byl v roce 1937 a od té doby se naplno věnoval výtvarné činnosti.

### Vlastní rodina a vila v Rudolfově

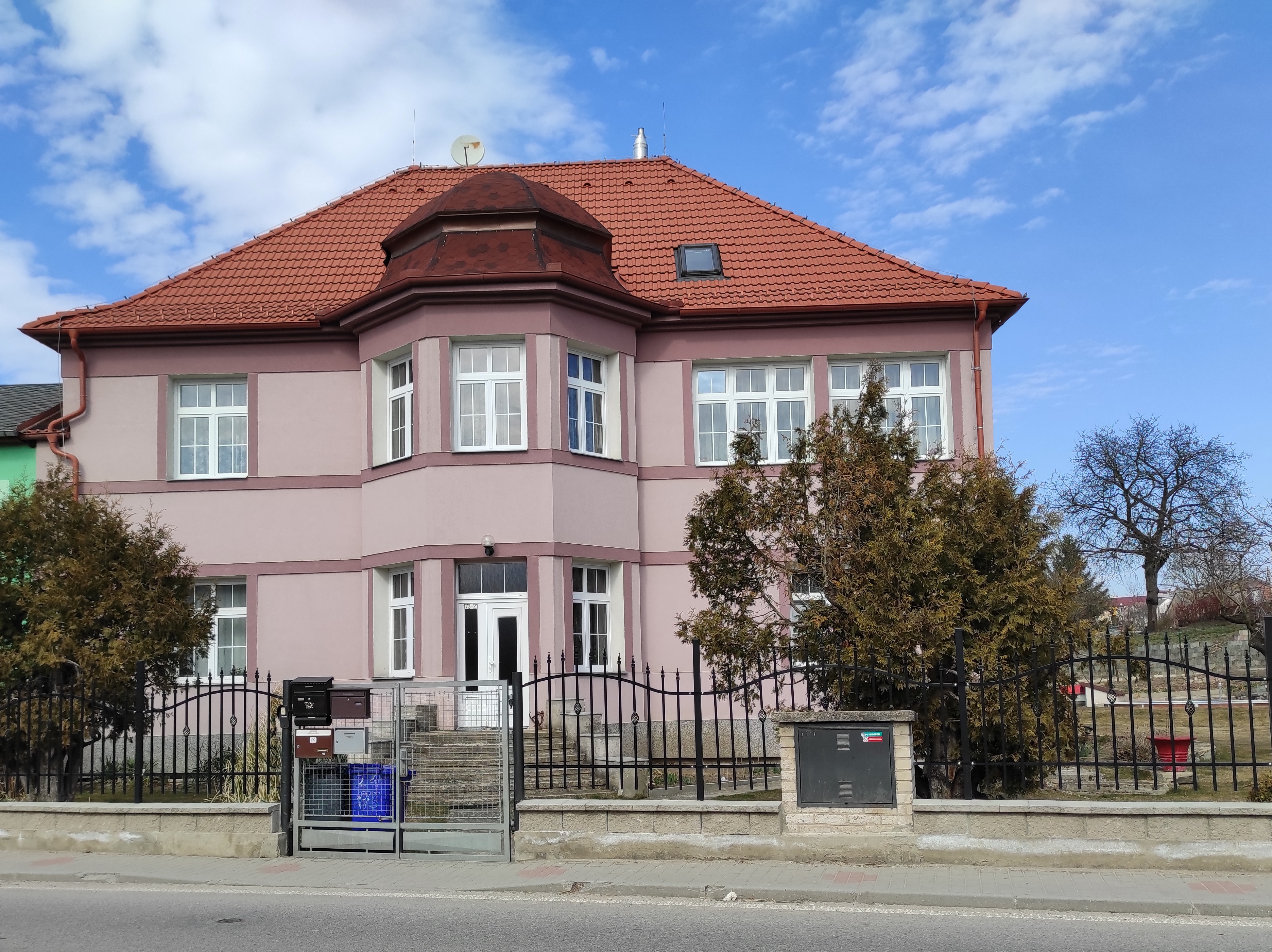
Rodinná vila manželů Proboštových v Rudolfově u Českých Budějovic.

V roce 1924 se Jiří Probošt oženil, jeho manželka Marie, rozená Hoftychová (1889–1945), pocházela z Lišova a byla učitelkou češtiny a němčiny. Manželé si nechali na začátku 30. let 20. století přestavět zahradní dům na vilu, jejíž architektonický návrh vytvořil Ing. arch. Otakar Weinzettel, žák Josefa Schulze. Vila s ateliérem nese prvky geometrické secese a Proboštova rodina ji užívala až do roku 2003. Druhá manželka J. Probošta se také jmenovala Marie, byla rozená Hradcová (1907–2003), sňatek byl uzavřen v roce 1951. Před sňatkem byla úřednicí a jako vdova se dlouhá desetiletí významně podílela na udržování uměleckého i osobního odkazu Jiřího Probošta. Obě manželství zůstala bezdětná a o odkaz Jiřího Probošta dále pečuje hudebník a pedagog Jiří Podnecký.

### Výtvarné vzdělání a členství v organizacích výtvarníků
Základy výtvarného vzdělání získal J. Probošt na reálce u prof. Petra Rady, otce krajináře Vlastimila Rady a v kurzu při Městském muzeu v Českých Budějovicích. Jeho učiteli byli i krajináři Jan Kojan (od roku 1932) a Rudolf Vejrych. V roce 1935 navštěvoval pražskou privátní školu akademického malíře Josefa Šilhavého (*1891), kde si prohloubil znalosti figurální kresby. Jako řádný posluchač absolvoval v roce 1936 výuku kresby a malby na Ukrajinské akademii výtvarného umění "Studio" v Praze. Malířství a grafické techniky studoval na vlastní náklady také na pařížské Akademii de la Grande Chaumiére u Othona Friezse (*1879) a Jeana Julese Dufoura (*1889) v roce 1937 a v témže roce navštěvoval École Technique Supérieure de Dessin Applique v rámci své cesty po Francii. Ve Francii žil několik měsíců i v roce 1939.
Byl dlouholetým členem Sdružení jihočeských výtvarníků a od 30. let 20. století byl členem Syndikátu výtvarníků československých.

### Náměty a technika
Krajinářsky se věnoval jižním Čechám, zejména Rudolfovu a jeho okolí, Českému Krumlovu, Prachaticím, Lhenicím, Písku a mnoha dalším místům. Maloval v plenéru, na zahradě a v ateliéru či salónu své vily v Rudolfově. Ztvárnil i portréty slovenských zemědělců v krojích, portréty obyvatel Rudolfova, zátiší a akty. Jiří Probošt se věnoval malbě (olejomalbě i akvarelu) a kresbě (rudka, uhel). Pro jeho malbu je typická jasná barevnost.

## Výstavy
- 1937 Mezinárodní výstava umění a techniky v moderním životě, Paříž
- 1938 49. výstava Salon de Artistes Indépendants (Jarní Salon nezávislých umělců), Paříž
- 1939 Souborná výstava obrazů, Galerie Sdružení výtvarníků, Praha 1, Perštýn 7. Výstava byla úspěšná, jeden z jeho obrazů zakoupila i Národní galerie.[3]
- 1942 České Budějovice
- Několik desítek výstav pořádaných Sdružením jihočeských výtvarníků (od roku 1934) a Syndikátem výtvarníků československých, Praze, Brně, Plzni a řadě jihočeských měst.[4].
- 1950 souborná výstava, České Budějovice
- 2009, 11.–25. 9. výstava Jiří Probošt – České Budějovice – Paříž. Obrazy, akvarely z počátku 20. století. Galerie Pod kamennou žábou, České Budějovice
- 2010, 25.–30. 4. výstava Obrazy Jiřího Probošta, Obřadní síň Města Rudolfov
- 2010, 7. 5.–2. 6. výstava Obrazy Jiřího Probošta, Schwarzenberský špitál v Lišově[5]
- 2020, 13. 9.–31. 10. výstava v Hornickém muzeu Rudolfov, pořádaná městem Rudolfov

## Dílo - výběr
Dochovaly se Jiřím Proboštem ručně psané seznamy více než šesti set vlastních děl.
Výběr:
- Květinové zátiší, kolem 1900, akvarel, 23×54 cm
- Z obory, dvě srnky pod smrkem, 1900, olej, 50×40 cm
- Autoportrét, kolem 1925, olej, 29×34 cm
- Zátiší s japonskou kdoulí, 1930, olej, 67×127 cm
- U mlátičky, 1932, olej, 53×40 cm
- Potok, motiv z Rudolfova, kolem 1935, olej, 53×69 cm
- Kopretiny ve váze, 1924, olej, 49×40 cm
- Jarní nálada, 1930, olej, 35×25 cm
- Podzimní nálada, 1930, olej, 35×25 cm
- Motiv z Rudolfova, kolem 1934, olej, 70×50 cm
- Slunečnice, kolem 1934, olej, 58×78 cm
- Slunečnice v modré váze, kolem 1934, olej, 48×64 cm
- Zima v Rudolfově, z cyklu Motivy z Rudolfova, 1934, olej, 64×45 cm
- Cesta k Dubičnému, 1935, olej, 72×53 cm
- Kytice se slunečnicemi, kolem 1935, olej, 60×50 cm
- Ženský akt – dívka s knihou a slunečníkem, olej, 1935, 90×118 cm
- Na Vltavě, 1936, olej, 97×73 cm
- Rudolfov na jaře, z volného cyklu Motivy Rudolfova, 1936, olej, 60×44 cm
- Halles des fleurs – Palace Louis Lepis, Paris, 1937, akvarel, 62×43 cm
- Katedrála v Chartres, 1937, akvarel, 60×46 cm
- Place de théâtre francaise, Paris, 1937, akvarel, 60×46 cm
- Přístav v Tréport, 1937, akvarel, 59×46 cm
- Zimní zahrada, 1940, olej, 52×68 cm
- Pohled do zahrady, 1941, olej, 78×116 cm
- Senoseč, podvečerní koupel, 1942, olej, 107×68 cm
- Marie v nemocnici, 1944, akvarel, 43,5×30 cm
- Přes brod, 1946, olej, 25×19 cm